# Tour de Olympia

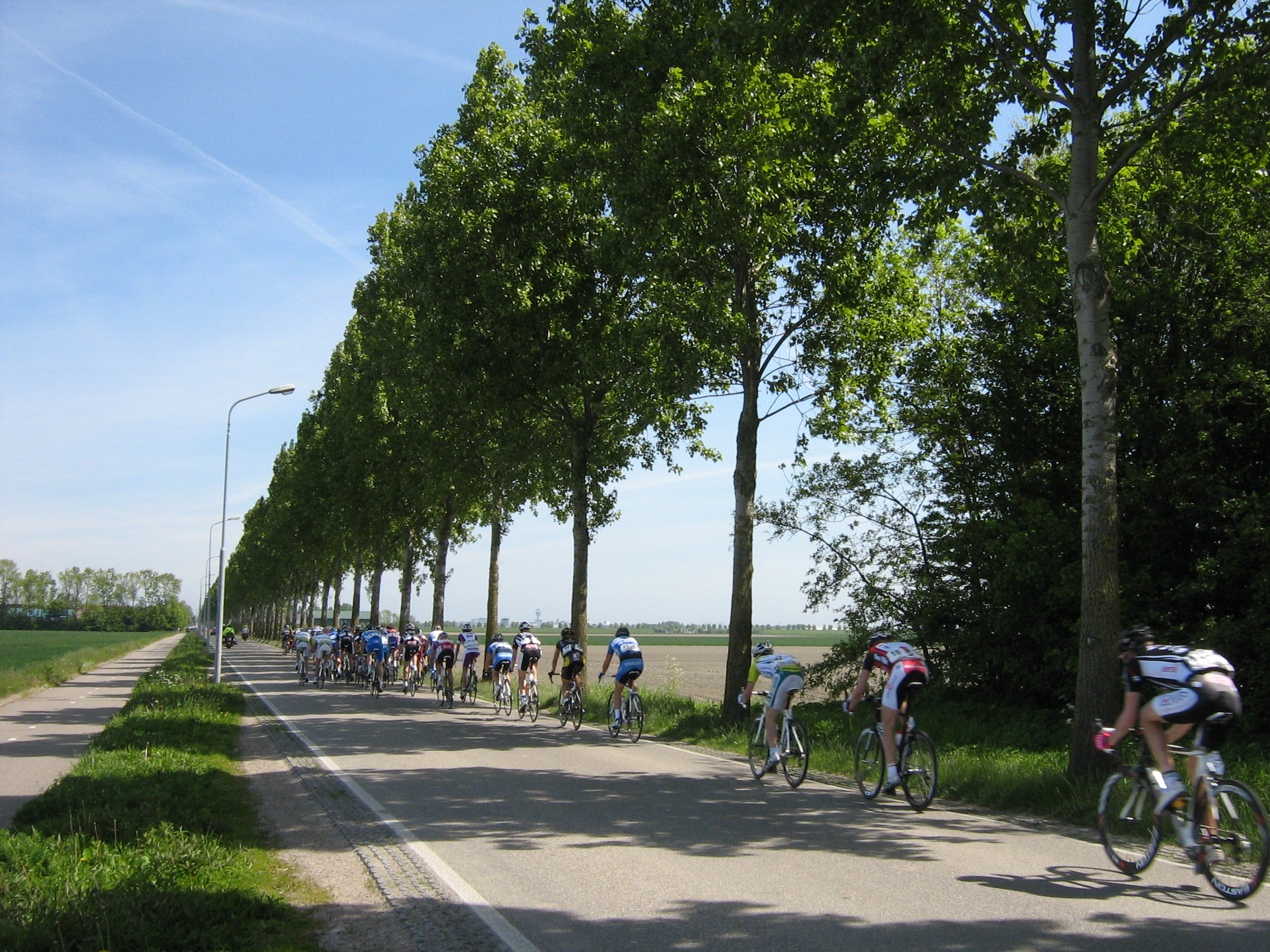
Tour de Olympia sendo disputado em 2010

O Tour de Olympia (oficialmente: Olympia's 3M Tour) é uma competição de ciclismo dos Países Baixos por etapas, que se realiza no mês de maio.
Foi de categoria 2.5 (última categoria de profissionalismo) e desde a criação dos Circuitos Continentais da UCI em 2005, faz parte da UCI Europe Tour, na categoria 2.2 (também última categoria de profissionalismo).
Historicamente tem sido uma corrida impugnada por ciclistas amadores e destina-se, atualmente, na categoria sub-23. Tem dedicado a jovens talentos como Thomas Dekker, Stef Clement e Lars Boom. A primeira edição foi disputada em 1909, sendo vencida por Chris Kalkman.

## Palmarés
| Ano     | Vencedor           | Segundo               | Terceiro                       |
| ------- | ------------------ | --------------------- | ------------------------------ |
| 1909    | Chris Kalkman      | Gérard van Staveren   | Marinus Gooy Bertus Mulckhuyse |
| 1910    | Adrie Bellersen    | Gérard Franssen       | Henk Tamse                     |
| 1911-26 | não foi disputado  |                       |                                |
| 1927    | Rudolf Wolke       | Adrianus Braspennincx | Alfred Ebeling                 |
| 1928-54 | não foi disputado  |                       |                                |
| 1955    | Piet Kooijman      | Krijn Post            | Michel Stolker                 |
| 1956    | Kees van der Zande | Leo van der Brand     | Jan van Vliet                  |
| 1957    | Adrie Roks         | Jaap Huissoon         | Schalk Verhoef                 |
| 1958    | Ab van Egmond      | Piet Steenvoorden     | Ben Teunisse                   |
| 1959    | Huub Zilverberg    | Joop van der Putten   | Antoon van der Steen           |
| 1960    | Gerard Wesseling   | Nico Walravens        | Alfons Steuten                 |
| 1961    | Mik Snijder        | Henk Nijdam           | Jaap de Waard                  |
| 1962    | Henk Nijdam        | Arie den Hartog       | Jan Janssen                    |
| 1963    | Jos Dries          | Julien Stevens        | Arie den Hartog                |
| 1964    | Cor Schuuring      | Jos van der Vleuten   | Harry Steevens                 |
| 1965    | Harry Steevens     | Dignus Kosten         | Henk Peters                    |
| 1966    | Jan van der Horst  | Peter Heijnig         | Jörgen Hansen                  |
| 1967    | Cees Zoontjes      | Rini Wagtmans         | Jan Bols                       |
| 1968    | Leen de Groot      | Nanno Bakker          | Frits Hoogerheide              |
| 1969    | Peter Legierse     | Piet van der Kruijs   | Jan Aling                      |
| 1970    | Frits Schur        | Jo van Pol            | Matthijs de Koning             |
| 1971    | Cees Priem         | Jan Aling             | Fedor den Hertog               |
| 1972    | Frits Schur        | Jan Spetgens          | Piet van Katwijk               |
| 1973    | Fedor den Hertog   | Aad van den Hoek      | Wim de Waal                    |
| 1974    | Roy Schuiten       | Ad Dekkers            | Aad van den Hoek               |
| 1975    | Hans Langerijs     | André Gevers          | Frits Schur                    |
| 1976    | Leo van Vliet      | Arie Hassink          | Fons van Katwijk               |
| 1977    | Arie Hassink       | Jos Lammertink        | Ad Prinsen                     |
| 1978    | Arie Hassink       | Jan van Houwelingen   | Bert Oosterbosch               |
| 1979    | Jos Lammertink     | Ad Wijnands           | Jan Jonkers                    |
| 1980    | Oleg Logvin        | Vjačeslav Dedenov     | Aavo Pikkuus                   |
| 1981    | Gerard Schipper    | Gerrit Solleveld      | Aleksandr Krasnov              |
| 1982    | Gerrit Solleveld   | Aleksandr Krasnov     | Viktor Manakov                 |
| 1983    | Mario Hernig       | Gérard Schippe        | Carsten Wolf                   |
| 1984    | Asiate Saitov      | Falk Boden            | Erik Breukink                  |
| 1985    | John Talen         | Peter Stevenhaagen    | Arjan Jagt                     |
| 1986    | Bernd Dittert      | John Talen            | Rob Harmeling                  |
| 1987    | Jos Bol            | Eddy Schurer          | Patrick Bol                    |
| 1988    | Dirk Meier         | Carsten Wolf          | Louis de Koning                |
| 1989    | Thomas Liese       | Maarten den Bakker    | Pierre Duin                    |
| 1990    | Wilco Zuyderwijk   | Remco Startman        | Thomas Liese                   |
| 1991    | Anton Tak          | Erik Dekker           | Servais Knaven                 |
| 1992    | Servais Knaven     | Léon van Bon          | Edwin Ophof                    |
| 1993    | Servais Knaven     | Marcel van der Vliet  | Antoine Goense                 |
| 1994    | Henk Vogels        | Godert De Leeuw       | Gianfranco Contri              |
| 1995    | Danny Nelissen     | Hans van Dijk         | Tristan Priem                  |
| 1996    | Cristiano Citton   | Peter Rogers          | Gianfranco Contri              |
| 1997    | Remco van der Ven  | John van den Akker    | Cristiano Citton               |
| 1998    | Matthé Pronk       | Marcel Duijn          | Renger Ypenburg                |
| 1999    | Marcel Duijn       | Mathew Hayman         | Coen Boerman                   |
| 2000    | Jan van Velzen     | Tom Hoedemakers       | Joost Legtenberg               |
| 2001    | não foi disputado  |                       |                                |
| 2002    | Mart Louwers       | Sean Sullivan         | Jens Mouris                    |
| 2003    | Joost Posthuma     | Yoeri Beyens          | Koen de Kort                   |
| 2004    | Thomas Dekker      | Rory Sutherland       | Bas Giling                     |
| 2005    | Stef Clement       | Marvin van der Pluijm | Gediminas Bagdonas             |
| 2006    | Tom Veelers        | Jacob Moe Rasmussen   | Rick Flens                     |
| 2007    | Thomas Berkhout    | Martijn Maaskant      | Tom Veelers                    |
| 2008    | Lars Boom          | Lieuwe Westra         | Johnny Hoogerland              |
| 2009    | Jetse Bol          | Joost van Leijen      | Tejay Van Garderen             |
| 2010    | Taylor Phinney     | Coen Vermeltfoort     | Jesse Sergent                  |
| 2011    | Jetse Bol          | Jack Bauer            | Tom Dumoulin                   |
| 2012    | Dylan van Baarle   | Michael Freiberg      | Christoph Pfingsten            |
| 2013    | Dylan van Baarle   | Peter Koning          | Arno Van Der Zwet              |
| 2014    | Berden De Vries    | Wim Stroetinga        | Jesper Asselman                |
| 2015    | Jetse Bol          | Bob Schoonbroodt      | Nathan Van Hooydonck           |

## Palmarés por país
| País            | Vitórias |
| --------------- | -------- |
| Países Baixos   | 53       |
| Alemanha        | 5        |
| União Soviética | 2        |
| Austrália       | 1        |
| Itália          | 1        |
| Estados Unidos  | 1        |